# 韦尔讷 (杜省)
韦尔讷（法語：Verne，法語發音：[vɛʁn]）是法国杜省的一个市镇，属于贝桑松区。

## 地理
韦尔讷（47°23'53"N, 6°21'14"E）面积7.82 平方千米，位于法国勃艮第-弗朗什-孔泰大區杜省，该省份为法国东部内陆省份，北起上索恩省，西接汝拉省，东部及东南部与瑞士接壤，东北部与贝尔福地区省接壤。
与韦尔讷接壤的市镇（或旧市镇、城区）包括：特鲁旺、欧特绍、丰特诺特、吕克西奥勒、里朗、图尔南、韦尔格拉讷。

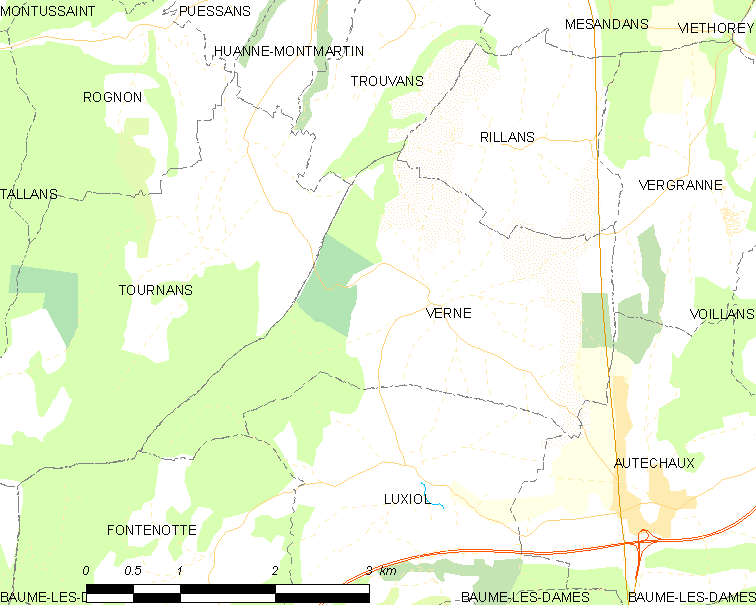
的OSM定位图

韦尔讷的时区为UTC+01:00、UTC+02:00（夏令时）。

## 行政
韦尔讷的邮政编码为25110，INSEE市镇编码为25604。

## 政治
韦尔讷所属的省级选区为博姆莱达姆县。

## 人口

1962-2008年间人口变化图示

韦尔讷于2022年1月1日时的人口数量为124人。